# Liga Belga por los Derechos de la Mujer
La Liga Belga por los Derechos de las Mujeres es una asociación feminissta creada en Bélgica el 27 de noviembre de 1892. Está considerada la primera asociación feminista de Bélgica.

## Historia
La Liga belga por los derechos de la mujer fue creada a raíz de la indignación suscitada entre los progresistas belgas por la negativa de los tribunales a reconocer a Marie Popelin, la primera mujer belga doctora en derecho, como abogada.  
Con el abogado Louis Frank, Marie Popelin decidió recaudar fondos para crear la Liga belga por los derechos de la mujer, siguiendo el modelo de la Liga francesa por los derechos de la mujer, con la que mantendría estrechos vínculos. Louis Frank redactó el programa y los estatutos, diseñó la organización, que dirigió.
La primera asamblea general se organizó en el gran auditorio de la Universidad Libre de Bruselas el 27 de noviembre de 1892.   En 1892, la liga contaba con 300 miembros. Muchos de ellos pertenecían a la burguesía librepensadora de Bruselas o eran masones. Isabelle Gatti de Gamond, creadora del Curso de Educación para niñas, presidió la sección de “ Educación» de la Liga y Léonie La Fontaine presidió la sección de beneficencia. Entre los miembros se encontraban Héctor Denis, rector de la Universidad Libre de Bruselas, que dio a la Liga reconocimiento publicitario, Isala van Diest, la primera médica belga, y el político Henri La Fontaine .
La Liga belga por los derechos de la mujer estableció contactos con feministas extranjeras, en particular con la Liga francesa por los derechos de la mujer y el Consejo Internacional de Mujeres. Aunque mantuvieron estrechos vínculos, la liga no pudo incorporarse al no cumplir los criterios requeridos. 

## Objetivos y reivindicaciones
En sus inicios, la liga quería permanecer neutral en el marco político.  Su objetivo era ser trascendente, avanzar en la unidad de todas las mujeres belgas y no dividir, independientemente de su origen y procedencia social. La Liga reivindica sobre todo la emancipación de la mujer, la abolición de la autoridad marital, la accesibilidad sin distinción de sexo a los empleos, profesiones, carreras industriales, su participación en la vida intelectual y la posibilidad de participar en la gestión de los intereses públicos, dado que las mujeres son plenamente conscientes de sus deberes.  Para ello, la Liga pretendía hacer evolucionar gradualmente la sociedad, a través de medios legales, estableciendo la igualdad entre hombres y mujeres ante la ley.
Inicialmente, la Liga se movilizó en torno al reconocimiento del derecho a salvar y a dar testimonio, a la protección de los niños y a las jóvenes, al reconocimiento de la búsqueda de la paternidad y a la admisión de las mujeres en los servicios administrativos y en el colegio de abogados, optando así por posponer acciones en torno a la autoridad matrimonial y los derechos políticos, considerados más difíciles de obtener. La prioridad de la liga era ante todo económica y civil. De hecho, mientras las mujeres permanecieran bajo el control de sus maridos o jefes, no podrían obtener independencia política. Zoé de Gamond también subraya el importante vínculo entre el derecho al trabajo y la emancipación femenina. Louis Frank concentra entonces el programa en tres puntos principales : “ abolir el poder conyugal y basar el derecho de familia en el principio de igualdad entre los cónyuges, conceder a la mujer el derecho a hacer uso honesto de sus facultades y hacer que las profesiones, profesiones y carreras sean accesibles a todos, sin distinción de sexo. y finalmente, reconocer la participación de las mujeres en la intervención sin la gestión y regulación de los intereses públicos ". Para lograr la igualdad era necesario reformar el Código Civil, pero también garantizar que todas las mujeres tuvieran acceso a una educación de calidad.

## Crisis interna
La liga belga por los derechos de las mujeres experimentó rápidamente una crisis interna. Algunos miembros, entre ellos Marie Popelin, descubrieron que Louis Frank monopolizaba la dirección tomando iniciativas sin consultar la opinión de los demás miembros del comité de dirección. Presentó sus proyectos de ley a todas las secciones de la Liga y redactó todos los artículos solo. Aunque habían creado la liga juntas, Marie Popelin permaneció a menudo a la sombra de su colaborador. Las tensiones estallaron durante la asamblea general de noviembre de 1893 Louis Frank dimitió, lo que da nueva cohesión a la Liga, pero no sobrevive mucho tiempo a esta separación.
Henriette Houyoux ocupó entonces el lugar de Louis Frank y fue nombrada secretaria general de la Liga. Intentó acentuar la acción de la Liga en favor de la educación, lo que disgustó a Marie Popelin, debido a su carácter protestante. Durante la asamblea general de noviembre de 1895 estallaron nuevas tensiones que provocaron la salida de varios miembros, entre ellos Isabelle Gatti de Gamond. La liga se disolvió en 1899 cuando Isabelle Gatti de Gamond se unió al Partido de los Trabajadores Belga 

## Posteridad
Al plantear la cuestión del feminismo, la acción de la Liga dio origen a otras sociedades feministas, entre ellas el Consejo Nacional de las Mujeres Belgas, presidido por Marie Popelin hasta su muerte en 1913 y la Unión de mujeres contra el alcoholismo y la Unión de mujeres belgas por la Paz, liderada por Léonie La Fontaine. 